# Sistema de cañones submarinos de Avilés
Sistema de cañones submarinos de Avilés este o arie protejată (sit de importanță comunitară — SCI) din Spania întinsă pe o suprafață de 339.025,63 ha, integral marine.

## Localizare
Centrul sitului Sistema de cañones submarinos de Avilés este situat la coordonatele 43°52′16″N 6°06′00″W / 43.8712°N 6.1001°V.

## Înființare
Situl Sistema de cañones submarinos de Avilés a fost declarat sit de importanță comunitară în decembrie 2014 pentru a proteja 8 specii de animale.

## Biodiversitate
Situată în ecoregiunile atlantică și marină Atlantică, aria protejată conține 1 habitat natural: Recifuri.
La baza desemnării sitului se află mai multe specii protejate:
- păsări (5): Calonectris diomedea, Hydrobates pelagicus, pescăruș-cu-cap-negru (Larus melanocephalus), Puffinus mauretanicus, chiră de baltă (Sterna hirundo)
- mamifere (2): marsuin (Phocoena phocoena), delfin mare (Tursiops truncatus)
- reptile (1): Caretta caretta

Pe lângă speciile protejate, pe teritoriul sitului au mai fost identificate 8 specii de păsări, 10 specii de mamifere, 166 de specii de nevertebrate, 63 de specii de pești.